# حميد برغيغ
 حميد برغيغ (1974 الجزائر) هو لاعب كرة قدم جزائري.

## روابط خارجية
- حميد برغيغ على موقع قاعدة بيانات كرة القدم.إي يو (الإنجليزية)
- حميد برغيغ على موقع Soccerway.com (الإنجليزية)